# Оба, Масао
Масао Оба (яп. 大場 政夫, 21 октября 1949, Токио, Япония — 25 января, 1973, Токио, Япония) — японский боксёр-профессионал, выступавший в наилегчайшей весовой категории. Чемпион мира по версии WBA.

## Биография
В 1970 году завоевал титул чемпиона мира по версии WBA в наилегчайшем весе (до 50,8 кг), нокаутировав Беркрерка Чартванчая из Таиланда. В ранге чемпиона выиграл пять боёв, одолев в том числе Бетулио Гонсалеса. В это же время начал боксировать более зрелищно, в частности победил тайца Чартчая Чионоя несмотря на тяжелый нокдаун в первом же раунде.
Погиб в автокатастрофе в возрасте 23 лет. В 2015 году был введён в Международный зал боксёрской славы в категории «старожилы».

## Результаты боёв
| Бой | Дата | Соперник | Судьи | Место боя | Раундов | Результат | Дополнительно |
| --- | ---- | -------- | ----- | --------- | ------- | --------- | ------------- |
|     |      |          |       |           |         |           |               |
| Бой | Дата | Соперник | Судьи | Место боя | Раундов | Результат | Дополнительно |